# 施氏水珍魚
施氏水珍魚，為輻鰭魚綱水珍魚目水珍魚科的其中一種，為深海底棲性魚類，分布於中西大西洋區，從尼加拉瓜至多明尼加海域，水深366-567公尺，體長可達16.6公分，棲息在底層水域，生活習性不明。

## 扩展阅读
維基物種上的相關：施氏水珍魚